# Amami (singel)
Amami – singel Emmy Marrone, wydany 22 marca 2013, pochodzący z albumu Schiena. Utwór został napisany i skomponowany przez samą Marrone, a za produkcję odpowiadał Brando.
Singel znalazł się na 3. miejscu na oficjalnej włoskiej liście sprzedaży i sprzedał się w nakładzie ponad 30 tysięcy kopii, za co otrzymał platynowy certyfikat. W klasyfikacji rocznej utwór uplasował się na 33. miejscu najlepiej sprzedających się singli we Włoszech w 2013 roku.
Teledysk towarzyszący przebojowi został wyreżyserowany przez Ludovico Galletti oraz Sami Schinaia i wyprodukowany przez firmę Lab35 FILMS, a jego premiera odbyła się 22 marca 2013 w serwisie YouTube na oficjalnym kanale artystki.

## Notowania

### Pozycja na tygodniowej liście sprzedaży
| Kraj   | Notowanie (2013) | Najwyższa pozycja | Certyfikat | Sprzedaż |
| ------ | ---------------- | ----------------- | ---------- | -------- |
| Włochy | FIMI             | 3                 | platyna    | 30 000+  |

### Pozycja na rocznej liście sprzedaży
| Kraj   | Notowanie (2013) | Pozycja |
| ------ | ---------------- | ------- |
| Włochy | FIMI             | 33      |